# 송종일
송종일(宋鍾鎰, 1942년 8월 18일 ~ )은 대한민국 프로 장기 기사이다. 거침없이 밀고 들어가는 공격적인 기풍으로 인해 "불도저"라는 별명이 있고, 또한 마(馬)를 잘 쓴다고 하여 "마왕"이라는 별명도 있다.

## 약력
전라북도 정읍 신태인 출신이다.
- 1984년 프로 입단
- 1989년 제7회 KBS 신춘 장기 최고수전 준우승
- 1990년 제2회 주간경향배 패왕전 우승
- 1992년 제3회 명인전 우승
- 1993년 제2회 KBS 장기 고수전 준우승
- 1994년 제5회 명인전 우승
- 1995년 제6회 명인전 우승
- 1996년 제7회 명인전 준우승
- 1997년 제12회 천석배 우승
- 2004년 햇터배 한국장기 프로리그 서울지회 B팀 우승
- 2005년 장기 기성전 준우승
- 2006년 제6회 KBS 장기왕전 준우승